# Paramelomys levipes
Paramelomys levipes је врста глодара из породице мишева (лат. Muridae).

## Распрострањење
Папуа Нова Гвинеја је једино познато природно станиште врсте.

## Станиште
Врста Paramelomys levipes има станиште на копну.
Врста је по висини распрострањена од нивоа мора до 1.200 метара надморске висине.

## Угроженост
Подаци о распрострањености ове врсте су недовољни.

### Популациони тренд
Популациони тренд је за ову врсту непознат.